# Ornithochilus difformis
Ornithochilus difformis là một loài thực vật có hoa trong họ Lan. Loài này được (Wall. ex Lindl.) Schltr. mô tả khoa học đầu tiên năm 1919.

## Hình ảnh

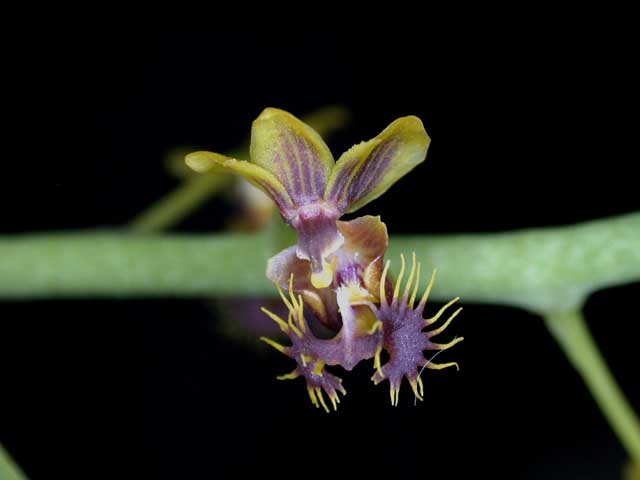